# Ikizukuri

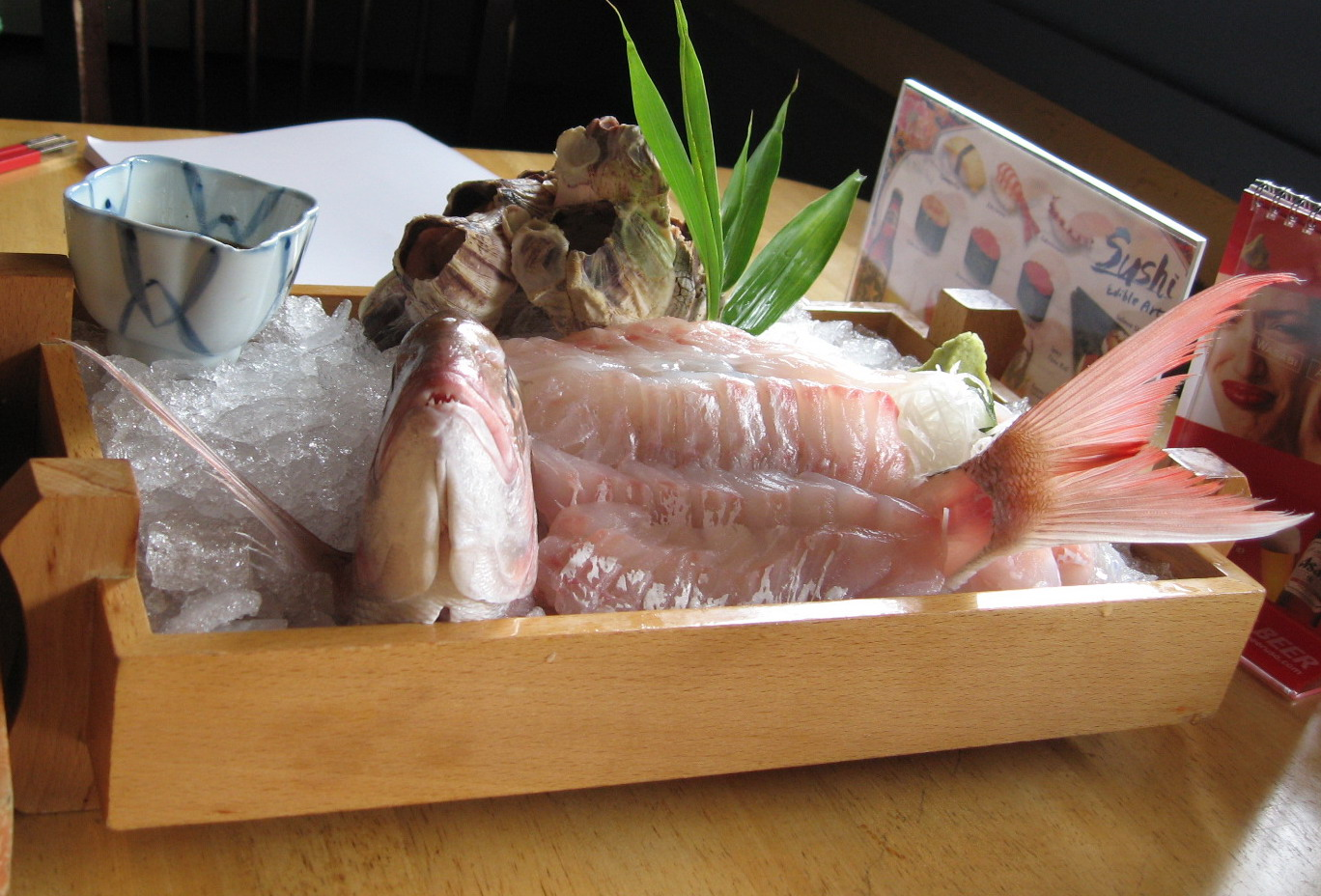
Một con cá chuẩn bị được ăn sống

Ikizukuri (tiếng Nhật: 生き作り), hay còn gọi là ikezukuri (活け造り) là một kiểu sashimi món ăn truyền thống nổi tiếng khắp thế giới của người Nhật. Món ăn này được dọn với nguyên liệu là một con cá còn sống vừa mới bắt lên khỏi hồ. Tất cả mọi công đoạn chế biến đều sẽ được thực hiện tại bàn, ngay trước mặt thực khách. Nghĩa là khi gọi món này, thực khách có thể nhìn thấy tim con cá vẫn còn đập và miệng cá vẫn còn thở ngáp.
Cá ở Nhật Bản, được dùng phổ biến trong món sashimi, món ăn sử dụng hoàn toàn nguyên liệu tươi sống. Cá thường được lọc phi lê ngay khi còn sống và được phục vụ khi tim vẫn còn đập và miệng vẫn còn cử động. Có đôi khi, cá còn được thả lại vào bể xung quanh bàn ăn để chuẩn bị cho lát cắt tiếp theo. Món sashimi cá này cũng được làm ngay tại bàn để đảm bảo độ tươi sống. Món ăn này bị pháp luật cấm ở một số quốc gia như Đức và Úc.